# Narella ambigua
Narella ambigua är en korallart som först beskrevs av Studer 1894.  Narella ambigua ingår i släktet Narella och familjen Primnoidae. Inga underarter finns listade i Catalogue of Life.